# Левина, Татьяна Борисовна
Татьяна Борисовна Левина (род. 4 сентября 1965, Андижан) — советская и узбекистанская гребчиха-байдарочница. Участница летних Олимпийских игр 1996 года, чемпионка летних Азиатских игр 2002 года, серебряный призёр летних Азиатских игр 1994 года, бронзовый призёр летних Азиатских игр 1998 года.

## Биография
Татьяна Левина родилась 4 сентября 1965 года в городе Андижан (сейчас в Узбекистане).
В 1989 году окончила Андижанский педагогический институт.
Выступала в соревнованиях по гребле на байдарках и каноэ за Буревестник (1983—1988), профсоюзы (1988—1993) и Центральный военно-спортивный клуб (1993—2004). Многократная чемпионка Узбекской ССР и Узбекистана по гребле на байдарках в соревнованиях одиночек, двоек и четвёрок (1981, 1983—1986, 1992—1993, 1995—1999).
В 1994 году завоевала серебряную медаль на летних Азиатских играх в Хиросиме в соревнованиях байдарок-четвёрок на дистанции 500 метров.
В 1996 году вошла в состав сборной Узбекистана на летних Олимпийских играх в Атланте. В соревнованиях байдарок-двоек на дистанции 500 метров вместе с Инной Исаковой заняли в четвертьфинале 6-е место, показав результат 1 минута 50,544 секунды, в заплыве надежды — 5-е место (1.56,896), уступив 1,808 секунды попавшим в полуфинал с 4-го места Хелен Гилби и Элисон Торогуд из Великобритании. В соревнованиях байдарок-четвёрок на дистанции 500 метров команда Узбекистана, за которую также выступали Инна Исакова, Ирина Лялина и Елена Лебедева, заняла 7-е место в четвертьфинале (1.45,905) и 5-е место в полуфинале (1.40,893), уступив 2,988 секунды попавшей в финал с 3-го места сборной Австралии.
В 1998 году завоевала бронзовую медаль летних Азиатских игр в Бангкоке в соревнованиях байдарок-двоек на дистанции 500 метров.
В 2002 году стала чемпионкой летних Азиатских игр в Пусане в соревнованиях байдарок-четвёрок на дистанции 500 метров.
Мастер спорта СССР международного класса (1985).